# Jacques Rougeau
Jacques Rougeau Jr. (13 de junio de 1960) es un luchador profesional retirado franco-canadiense semirretirado más conocido por sus apariciones en la World Wrestling Federation en los años 1980 y 1990. Rougeau empezó a luchar bajo su nombre verdadero como parte de una pareja con su hermano Raymond Rougeau, con quién ha sido Campeón en Parejas de la WWF (aunque no oficialmente). Después, Rougeau tuvo una carrera en solitario donde luchó como The Mountie, ganando el Campeonato Intercontinental en una ocasión. Posteriormente, formó The Quebecers junto a Pierre Ouellet, con quién ganó tres veces los Campeonatos en Parejas.

## Carrera
La family Rougeau en su conjunto ha estado muy involucrada en la lucha profesional; Jacques es el hermano menor de Raymond Rougeau, el hijo de Jacques Rougeau, Sr., y el sobrino de Jean "Johnny" Rougeau, todos los cuales han trabajado como profesionales. Luchadores y promotores de luchas de lucha. La hermana de Jacques, Johanne, también promovió los combates de lucha en Montreal, y el hermano Armand luchó por federaciones más pequeñas.
Jacques Rougeau comenzó su carrera en 1977, trabajando en Stu Hart 's Calgary, Alberta basado Stampede Wrestling promoción. En la década de 1980 comenzó a luchar en los Estados Unidos, logrando el éxito en Alabama y Tennessee, y en 1985 él y Ray fueron firmados por la World Wrestling Federation. 

### World Wrestling Federation (1986–1994)
Los hermanos hicieron su debut en la WWF en febrero de 1986 durante una gira por Australia. Durante su primer año con la empresa se enfrentaron y derrotaron a dúos tales como The Hart Foundation (Bret Hart y Jim Neidhart), la Moondogs, Jimmy Jack & Dory Funk, Jr., y The Dream Team (Greg Valentine y Brutus Beefcake). 
A pesar de que perdieron su primer combate en WrestleMania III en 1987 contra Valentine y Beefcake, ellos ganaron los Títulos en Parejas de la WWF a finales de ese año, aunque fue brevemente. Jacques y Raymond le ganaron a The Hart Foundation los títulos en el Montreal Forum el 10 de agosto de 1987, pero perdieron los campeonatos después, ya que los excampeones ganaron el combate al usar el megáfono de Jimmy Hart como arma. El título ganado nunca fue mencionado en televisión.
Después de dos años en la Federación, The Fabulous Rougeaus giró heel cuando participaron en una angle en la que los hermanos canadienses fueron anunciados como "De Canadá, pero pronto se mudará a los Estados Unidos ", y tuvo un tema de entrada intencionalmente molesto en el que cantaron (en parte en francés) acerca de ser" All-American Boys ", además de tener a Jimmy Hart como su gerente (También se les facturó brevemente de Memphis, la ciudad natal de Jimmy Hart). Agitaron pequeñas banderas estadounidenses, enfureciendo a los fanáticos, que cuestionaron su sinceridad. Intentaron con humor comenzar "USA!" cánticos, lo que llevó a más ventilador negativo "calor". Según Jacques, la antipatía generalizada de los fanáticos estadounidenses inspiró a Vince McMahon a convertirlos en tacones. Se pelearon con The Killer Bees, The Hart Foundation (que se había puesto cara abajo), Bushwhackers, y The Rockers durante su talon correr.
Ray Rougeau se retiró a principios de 1990, y Jacques dejó la Federatión por un año antes de regresar como The Mountie en 1991, una vez más como cliente del gerente Jimmy Hart. The Mountie era un miembro corrupto de la Real Policía Montada de Canadá que a menudo se jactaba de que "siempre recibe a su hombre". El golpe de ganado entró en juego como parte del truco posterior al partido de The Mountie, donde esposaría, reprendería y luego "sacudiría" a sus oponentes derrotados e indefensos en el estómago. La historia detrás del cambio de imagen fue que Jacques Rougeau había pasado por el entrenamiento para convertirse en un Mountie para ejercer la autoridad. El personaje fue finalmente objeto de litigio en Canadá, lo que llevó a que Rougeau no pudiera actuar como The Mountie en su país de origen. Por lo tanto, mientras luchaba en Canadá, fue acusado de usar solo su nombre real y no usó su gorro y chaqueta inspirados en el Mountie en el anillo, aunque sí conservó otras partes de su traje, como una camisa roja, pantalones negros y botas.
The Mountie hizo su debut en el ring en enero de 1991. En su debut de pay-per-view, derrotó a Koko B. Ware en Royal Rumble. Obtuvo otra gran victoria en WrestleMania VII, derrotando a Tito Santana después de usar la palanca de choque. El Mountie comenzó una pelea con The Big Boss Man después de declarar que él era el único ejecutor legal legítimo en WWF, y el 26 de agosto de 1991, pasó una noche en prisión (kayfabe) después de que Bossman lo derrotó en un Jailhouse Match en Summ erSlam. En Survivor Series, Mountie se unió a Ric Flair, Ted DiBiase y The Warlord para derrotar a Roddy Piper, Bret Hart, Virgil y Davey Boy Smith en un cuatro en -Cuerpo de eliminación de Survivor Series.
The Mountie's greatest achievement as a singles wrestler came when he won the WWF Intercontinental Heavyweight Championship in an upset over Bret Hart on January 17, 1992. In the storyline, Hart was suffering from the flu (Hart was actually going through contract negotiations). The Mountie lost the title just two days later to Rowdy Roddy Piper at the 1992 Royal Rumble, in what was one of the shortest Intercontinental Heavyweight Championship reigns. The Mountie received a rematch at Saturday Night's Main Event, but when he attempted to use his shock stick, it had no effect as Piper was wearing a rubber vest under his T-shirt. Piper removed his shirt after the match to reveal the vest, which was labeled "Shock Proof". Piper won the match after using the shock stick on The Mountie.
El mayor logro de Mountie como luchador de solteros se produjo cuando ganó el WWF Intercontinental Heavyweight Championship en una sorpresa sobre Bret Hart el 17 de enero de 1992. In the argumento, Hart sufría de gripe (Hart estaba pasando por negociaciones contractuales). El Mountie perdió el título apenas dos días después de Rowdy Roddy Piper en el 1992 Royal Rumble, en lo que fue uno de los reinados más cortos del Campeonato de Peso Pesado Intercontinental. El Mountie recibió una revancha en  Evento Principal del Sábado por la Noche , pero cuando intentó usar su palanca de choque, no tuvo efecto ya que Piper llevaba un chaleco de goma debajo de su camiseta. Piper se quitó la camisa después del partido para revelar el chaleco, que estaba etiquetado como "Prueba de Choque". Piper ganó el partido después de usar la palanca de choque en The Mountie.
Durante los siguientes meses, The Mountie apareció principalmente en la cartelera. Estaba en la final perdedora de un partido de ocho hombres en WrestleMania VIII y un partido de seis hombres en SummerSlam. Se peleó con Sgt. Slaughter después de sorprenderlo con un golpe de ganado extra grande en un episodio de   Wrestling Superstars , aunque todos los partidos posteriores tuvieron lugar en house show s, sin conclusión en la televisión. Después de perder para entonces WWF World Heavyweight Champion Bret Hart en treinta segundos el 26 de octubre de 1992, Rougeau dejó el WWF.
Jacques regresó a la WWF en julio de 1993 y se llevó a cabo en el WWF Tag Team Championship en tres ocasiones como parte de The Quebecers tag team con Pierre Ouellet, luchando con The Steiner Brothers, Men on a Mission, The Headshrinkers, y Marty Jannetty y 1-2-3 Kid. Los personajes quebequenses fueron una extensión del tema anterior de Mountie, aunque con un traje más informal y un énfasis en el comportamiento de acoso. La pareja (que fue dirigida por Johnny Polo) enfatizó su desapego por la anterior controversia de Mountie mediante el uso de una versión manipulada de la segunda canción de Jacques, titulada "No somos los Mounties". Jacques participó en el evento principal de 1993 Survivor Series como miembro del equipo de "Fanáticos extranjeros". en Royal Rumble, los quebequenses derrotaron a Bret Hart y Owen Hart por la detención del árbitro para retener el Campeonato de Equipo de Etiqueta de WWF. en WrestleMania X, los quebequenses se enfrentaron a Men on a Mission por el WWF Tag Team Championship y se mantuvieron después de ser descontados. Perdieron el título ante Men on a Mission en un cambio de título no planificado en un espectáculo en casa el 29 de marzo de 1994, en Londres, Inglaterra. Mabel sorprendió a Pierre, que no podía echarse como se suponía. El error se corrigió cuando ganaron los cinturones el 31 de marzo en otro espectáculo de la casa. Finalmente perdieron el campeonato ante The Headshrinkers en el episodio del 26 de abril de  Raw  y el equipo se separó poco después.
The Quebecers broke up at a house show in the Montreal Forum on June 25, 1994. After a loss to The Headshrinkers, Pierre and Polo turned on Rougeau. After a few minutes of Jacques being attacked in front of his hometown crowd, Raymond Rougeau (who by this point was an announcer for the WWF's French-language broadcasts) ran to the ring to save his brother. This angle led to Rougeau's first retirement match, which, over the next few months, was heavily promoted on WWF TV shows broadcast in the Montreal area, as well as in the local media. The match, which was held on October 21, 1994, drew a sell-out crowd of 16,843 to the Montreal Forum, and resulted in a victory for Jacques, when he pinned Pierre following a seated tombstone piledriver. Jacques, who was accompanied by Raymond, used Queen's song "We Are the Champions" as his theme music for the night.
Los quebequenses se separaron en un espectáculo en casa en el Foro de Montreal el 25 de junio de 1994. Después de una derrota ante The Headshrinkers, Pierre y Polo activaron a Rougeau. Después de unos minutos de Jacques siendo atacado frente a su público local, Raymond Rougeau (quien en este momento era un anunciador de las transmisiones en francés de la WWF) corrió al ring para salvar a su hermano. Este ángulo llevó al primer partido de retiro de Rougeau, que, durante los próximos meses, fue promovido en gran medida en los programas de televisión de WWF transmitidos en el área de Montreal, así como en los medios locales. El partido, que se llevó a cabo el 21 de octubre de 1994, atrajo a un público de 16,843 espectadores al Foro de Montreal, y resultó en una victoria para Jacques, cuando atrapó a Pierre después de una pila de pilotes sentada. Jacques, quien estuvo acompañado por Raymond, usó la canción de Queen "We Are the Champions" como su tema musical de la noche.

### World Championship Wrestling (1996–1998)
A partir del 9 de septiembre de 1996, Rougeau y Ouellet volvieron al equipo como The Amazing French Canadians en World Championship Wrestling. En 1997, Jacques se unió a unos pocos seleccionados cuando derrotó a Hollywood Hogan en un partido de individuales en el Molson Center en Montreal. En el programa "Right After Wrestling" en Sirius Satellite Radio Canal 98, Jacques le dijo a los anfitriones Arda Ocal y Jimmy Korderas que Hogan lo puso por su respeto por la familia Rougeau nombre y para mantener una imagen de lucha limpia. En Colt Cabana 'Art of Wrestling' 'podcast, el exalumno de Rougeau, Kevin Owens dijo que existe el rumor de que Hogan presentó a Rougeau un pago adicional de $ 10,000. Rougeau dijo que pagó y organizó el espectáculo, por lo que fue un Jacques Show de Rougeau, no un show de WCW.

### Carrera posterior y jubilación (1997-2018)
Rougeau se unió a su hermano, Ray (quien en ese momento era comentarista, locutor y anfitrión de la programación de WWF producida en Francia) junto a Ouellet en un juego oscuro para WWF Shotgun Saturday Night en 1997. Derrotaron al equipo de Edge, Shawn Stasiak, y Tom Brandi.
En 1998, Rougeau regresó a la WWF para una carrera final una vez más con Pierre Ouellet en una versión actualizada de The Quebecers. Esta encarnación del equipo todavía usaba el atuendo de su carrera de WCW como los increíbles canadienses franceses. Los quebequenses tomaron parte en el Luchas de combate profesional del equipo de lucha. el equipo de la batalla real en WrestleMania XIV. No lograron el mismo éxito que tuvieron durante su carrera anterior, con su solo una pelea notable es estar con The Godwins, donde los Godwins pasaron. Rougeau y Ouellet se reunieron brevemente en la WCW en el año 2000 en Team Canada de Lance Storm.
Después de retirarse, Rougeau intentó unirse al Departamento de Policía de Montreal, pero no pudo hacerlo ya que no se había graduado de escuela secundaria. Ahora es orador público, está recorriendo escuelas para hablar sobre drogas, fumar y acoso escolar. Abrió la Escuela de lucha libre Rougeau en Montreal en 1998.
En 2018, Rougeau anunció que se retiraría por tercera vez, y que había cerrado su escuela de lucha. El 18 de agosto de 2018, Rougeau se unió a sus hijos por primera y única vez, lo que refleja el partido de retiro de su padre. Como los hijos de Rougeau no tienen interés en seguir luchando profesionalmente, este es probablemente el último capítulo en la historia de la familia de luchadores de Rougeau.

## Vida personal
Raymond Rougeau se convirtió en el alcalde de Rawdon, Canada

## En lucha
- Movimientos finales
  - Como Jacques Rougeau
    - Diving elbow drop[1]
    - Quebec Crab (Boston crab)[1]

  - Como The Mountie
    - Carotid Control Technique (Nerve hold sleeper)[1]
    - Kneeling two-handed chokeslam to an oncoming opponent[1]

- Movimientos de firma
  - Bulldog[1]
  - Piledriver[1]

- Con Carl Ouellet
  - Bearhug hold (Pierre) / seated senton (Jacques) combination[16]
  - Flip, Flop and a Fly (Elevated senton bomb)[17]
  - Quebecer crash (Assisted senton bomb)[17]

- Con Raymond Rougeau
  - Rougeau Bomb Bearhug (Raymond) / Seated senton (Jacques) combination
  - Boston crab (Raymond) / Jumping knee drop (Jacques) combination

## Campeonatos y logros
- Central States Wrestling
  - NWA Central States Tag Team Championship (1 vez) – con Bruce Reed

- Continental Wrestling Association
  - AWA Southern Heavyweight Championship (2 veces)
  - NWA Mid-America Heavyweight Championship (2 veces)

- Southeastern Championship Wrestling
  - NWA Alabama Heavyweight Championship (1 vez)
  - NWA Southeastern Heavyweight Championship (Northern Division) (1 vez)

- Lutte Internationale
  - Canadian International Tag Team Championship (4 veces) – con Raymond Rougeau

- Lutte Internationale 2000
  - Johnny Rougeau Tag Team Championship (1 vez) – con Raymond Rougeau[18]

- Pro Wrestling Illustrated
  - PWI lo clasificó como #41 de los 500 mejores luchadores individuales del año en el  PWI 500 en 1992[19]
  - PWI lo clasificó como #222 de los 500 mejores luchadores individuales de los PWI Years en 2003.
  - PWI lo clasificó como #83 de los 100 mejores equipos de etiqueta de los Años PWI con Pierre Ouellet en 2003.

- World Wrestling Federation
  - WWF Intercontinental Championship (1 vez)
  - WWF Tag Team Championship (3 veces) – con Pierre Ouellet